# Selo Dom Pedro II (denteado)
Os selos da série conhecida como Dom Pedro II - Denteado foram os primeiros selos a trazerem a efígie do imperador Dom Pedro II e a serem impressos em sua totalidade em papel denteado simples.
Foi a quinta série de selos do Brasil e foram lançados oficialmente no dia 1 de julho de 1866, durante a Guerra do Paraguai, quando o volume de correspondências aumentou significativamente no país.
Gravados e impressos na American Bank Note Co., na cidade de Nova York, foram também os primeiros selos brasileiros a trazerem o nome do Brasil em sua face, significando um grande avanço estético nas peças filatélicas do país.
Foram emitidos selos nos valores de 10 (vermelho), 20 (castanho lilás), 50 (azul), 80 (violeta), 100 (verde), 200 (preto) e 500 réis (laranja).